# Gare de New Liskeard
La gare de New Liskeard est une gare ferroviaire canadienne, fermée, située à New Liskeard ville fusionnée pour former la Temiskaming Shores, dans la province de l'Ontario.
Mise en service en 1906 elle est fermée en 2012 lors de l'arrêt des circulations de l'Ontario Northland (ONR).

## Histoire
Avant sa fermeture c'était une station ONTC.